# Coupe d'Angleterre de rugby à XIII 2007
Navigation
Édition précédente Édition suivante
La Coupe d'Angleterre de rugby à XIII 2007 (dite Coral Challenge Cup pour des raisons commerciales) est la 106e édition de la Coupe d'Angleterre, compétition à élimination directe mettant aux prises des clubs de rugby à XIII amateurs et professionnels affiliés à la Rugby Football League. La finale est  programmée le 25 août 2007 au Stade de Wembley de Wembley.

## Tableau final
|  | Huitièmes de finale 13 mai 2007 | Huitièmes de finale 13 mai 2007 |                  |    | Quarts de finale 8-9-10 juin 2007 | Quarts de finale 8-9-10 juin 2007 |  |  | Demi-finales 28-29 juillet 2007 | Demi-finales 28-29 juillet 2007 |  |  | Finale                   | Finale                   |
|  | Huitièmes de finale 13 mai 2007 | Huitièmes de finale 13 mai 2007 |                  |    | Quarts de finale 8-9-10 juin 2007 | Quarts de finale 8-9-10 juin 2007 |  |  | Demi-finales 28-29 juillet 2007 | Demi-finales 28-29 juillet 2007 |  |  | Finale                   | Finale                   |
|  |                                 |                                 |                  |    |                                   |                                   |  |  |                                 |                                 |  |  |                          |                          |
|  |                                 |                                 |                  |    | à St Helens                       | à St Helens                       |  |  | à Huddersfield                  | à Huddersfield                  |  |  | Le 25 mai 1947 à Wembley | Le 25 mai 1947 à Wembley |
|  |                                 |                                 |                  |    | à St Helens                       | à St Helens                       |  |  | à Huddersfield                  | à Huddersfield                  |  |  | Le 25 mai 1947 à Wembley | Le 25 mai 1947 à Wembley |
|  | St Helens                       | 70                              |                  |    | à St Helens                       | à St Helens                       |  |  | à Huddersfield                  | à Huddersfield                  |  |  | Le 25 mai 1947 à Wembley | Le 25 mai 1947 à Wembley |
|  | St Helens                       | 70                              |                  |    | à St Helens                       | à St Helens                       |  |  | à Huddersfield                  | à Huddersfield                  |  |  | Le 25 mai 1947 à Wembley | Le 25 mai 1947 à Wembley |
|  | Rochdale                        | 10                              |                  |    | à St Helens                       | à St Helens                       |  |  | à Huddersfield                  | à Huddersfield                  |  |  | Le 25 mai 1947 à Wembley | Le 25 mai 1947 à Wembley |
|  | Rochdale                        | 10                              | St Helens        | 25 |                                   |                                   |  |  | à Huddersfield                  | à Huddersfield                  |  |  | Le 25 mai 1947 à Wembley | Le 25 mai 1947 à Wembley |
|  |                                 |                                 | St Helens        | 25 |                                   |                                   |  |  | à Huddersfield                  | à Huddersfield                  |  |  | Le 25 mai 1947 à Wembley | Le 25 mai 1947 à Wembley |
|  |                                 | Warrington                      | 14               |    |                                   |                                   |  |  | à Huddersfield                  | à Huddersfield                  |  |  | Le 25 mai 1947 à Wembley | Le 25 mai 1947 à Wembley |
|  | Warrington                      | Warrington                      | 14               | 48 |                                   |                                   |  |  | à Huddersfield                  | à Huddersfield                  |  |  | Le 25 mai 1947 à Wembley | Le 25 mai 1947 à Wembley |
|  | Warrington                      | à Bradford                      |                  | 48 |                                   |                                   |  |  | à Huddersfield                  | à Huddersfield                  |  |  | Le 25 mai 1947 à Wembley | Le 25 mai 1947 à Wembley |
|  | Lézignan                        | 16                              |                  |    |                                   |                                   |  |  | à Huddersfield                  | à Huddersfield                  |  |  | Le 25 mai 1947 à Wembley | Le 25 mai 1947 à Wembley |
|  | Lézignan                        | 16                              | St Helens        | 35 |                                   |                                   |  |  |                                 |                                 |  |  | Le 25 mai 1947 à Wembley | Le 25 mai 1947 à Wembley |
|  |                                 |                                 | St Helens        | 35 |                                   |                                   |  |  |                                 |                                 |  |  | Le 25 mai 1947 à Wembley | Le 25 mai 1947 à Wembley |
|  |                                 | Bradford                        | 14               |    |                                   |                                   |  |  |                                 |                                 |  |  | Le 25 mai 1947 à Wembley | Le 25 mai 1947 à Wembley |
|  | Wakefield                       | Bradford                        | 14               | 4  |                                   |                                   |  |  |                                 |                                 |  |  | Le 25 mai 1947 à Wembley | Le 25 mai 1947 à Wembley |
|  | Wakefield                       | à Warrington                    |                  | 4  |                                   |                                   |  |  |                                 |                                 |  |  | Le 25 mai 1947 à Wembley | Le 25 mai 1947 à Wembley |
|  | Bradford                        | 14                              |                  |    |                                   |                                   |  |  |                                 |                                 |  |  | Le 25 mai 1947 à Wembley | Le 25 mai 1947 à Wembley |
|  | Bradford                        | 14                              | Bradford         | 52 |                                   |                                   |  |  |                                 |                                 |  |  | Le 25 mai 1947 à Wembley | Le 25 mai 1947 à Wembley |
|  |                                 |                                 | Bradford         | 52 |                                   |                                   |  |  |                                 |                                 |  |  | Le 25 mai 1947 à Wembley | Le 25 mai 1947 à Wembley |
|  |                                 | Huddersfield                    | 20               |    |                                   |                                   |  |  |                                 |                                 |  |  | Le 25 mai 1947 à Wembley | Le 25 mai 1947 à Wembley |
|  | Salford                         | Huddersfield                    | 20               | 10 |                                   |                                   |  |  |                                 |                                 |  |  | Le 25 mai 1947 à Wembley | Le 25 mai 1947 à Wembley |
|  | Salford                         | à Hull                          |                  | 10 |                                   |                                   |  |  |                                 |                                 |  |  | Le 25 mai 1947 à Wembley | Le 25 mai 1947 à Wembley |
|  | Huddersfield                    | 36                              |                  |    |                                   |                                   |  |  |                                 |                                 |  |  | Le 25 mai 1947 à Wembley | Le 25 mai 1947 à Wembley |
|  | Huddersfield                    | 36                              | St Helens        | 30 |                                   |                                   |  |  |                                 |                                 |  |  |                          |                          |
|  |                                 |                                 | St Helens        | 30 |                                   |                                   |  |  |                                 |                                 |  |  |                          |                          |
|  |                                 | Dragons Catalans                | 8                |    |                                   |                                   |  |  |                                 |                                 |  |  |                          |                          |
|  | Hull FC                         | Dragons Catalans                | 8                | 44 |                                   |                                   |  |  |                                 |                                 |  |  |                          |                          |
|  | Hull FC                         |                                 |                  | 44 |                                   |                                   |  |  |                                 |                                 |  |  |                          |                          |
|  | Sheffield                       | 6                               |                  |    |                                   |                                   |  |  |                                 |                                 |  |  |                          |                          |
|  | Sheffield                       | 6                               | Hull FC          | 23 |                                   |                                   |  |  |                                 |                                 |  |  |                          |                          |
|  |                                 |                                 | Hull FC          | 23 |                                   |                                   |  |  |                                 |                                 |  |  |                          |                          |
|  |                                 | Dragons Catalans                | 26               |    |                                   |                                   |  |  |                                 |                                 |  |  |                          |                          |
|  | Whitehaven                      | Dragons Catalans                | 26               | 14 |                                   |                                   |  |  |                                 |                                 |  |  |                          |                          |
|  | Whitehaven                      | à Wigan                         |                  | 14 |                                   |                                   |  |  |                                 |                                 |  |  |                          |                          |
|  | Dragons Catalans                | 24                              |                  |    |                                   |                                   |  |  |                                 |                                 |  |  |                          |                          |
|  | Dragons Catalans                | 24                              | Dragons Catalans | 37 |                                   |                                   |  |  |                                 |                                 |  |  |                          |                          |
|  |                                 |                                 | Dragons Catalans | 37 |                                   |                                   |  |  |                                 |                                 |  |  |                          |                          |
|  |                                 | Wigan                           | 24               |    |                                   |                                   |  |  |                                 |                                 |  |  |                          |                          |
|  | Leeds                           | Wigan                           | 24               | 18 |                                   |                                   |  |  |                                 |                                 |  |  |                          |                          |
|  | Leeds                           |                                 |                  | 18 |                                   |                                   |  |  |                                 |                                 |  |  |                          |                          |
|  | Wigan                           | 22                              |                  |    |                                   |                                   |  |  |                                 |                                 |  |  |                          |                          |
|  | Wigan                           | 22                              | Wigan            | 25 |                                   |                                   |  |  |                                 |                                 |  |  |                          |                          |
|  |                                 |                                 | Wigan            | 25 |                                   |                                   |  |  |                                 |                                 |  |  |                          |                          |
|  |                                 | Harlequins                      | 6                |    |                                   |                                   |  |  |                                 |                                 |  |  |                          |                          |
|  | Oldham                          | Harlequins                      | 6                | 6  |                                   |                                   |  |  |                                 |                                 |  |  |                          |                          |
|  | Oldham                          |                                 |                  | 6  |                                   |                                   |  |  |                                 |                                 |  |  |                          |                          |
|  | Harlequins                      | 66                              |                  |    |                                   |                                   |  |  |                                 |                                 |  |  |                          |                          |
|  | Harlequins                      | 66                              |                  |    |                                   |                                   |  |  |                                 |                                 |  |  |                          |                          |

## Finale (25 août 2007)
(mt : 12 - 4)
Homme du match :  Leon Pryce et  Paul Wellens
Points marqués : 
- St Helens : 5 essais de Roby (33e), Gardner (40e et 78e), Wellens (46e) et Clough (50e) ; 4 transformations de Long (33e, 40e, 46e et 78e) ; 1 pénalité de Long (67e).
- Dragons Catalans : 2 essais de Khattabi (35e) et Murphy (56e).

Évolution du score : 6-0, 6-4, 12-4 (mi-temps), 18-4, 22-4, 22-8, 24-8, 30-8.
Arbitre :   Ashley Klein
Spectateurs : 84 241
Composition des équipes :
- St Helens : Paul Wellens - Ade Gardner, Matthew Gidley, Willie Talau, Francis Meli - Leon Pryce (o), Sean Long (m) - Nick Fozzard, Keiron Cunningham, Jason Cayless, Lee Gilmour, Mike Bennett, Jon Wilkin - James Roby, James Graham, Paul Clough, Maurie Fa'asavalu - Entraîneur : Daniel Anderson
- Dragons Catalans : Clint Greenshields - Justin Murphy, John Wilson, Sébastien Raguin, Younès Khattabi - Adam Mogg (o), Stacey Jones (m)(c) - Jérôme Guisset, Luke Quigley, Alex Chan, Jason Croker, Cyrille Gossard, Grégory Mounis - Rémi Casty, David Ferriol, Vincent Duport, Kane Bentley - Entraîneur : Mick Potter